# Aeroporto Teniente Daniel Jukic
O Aeroporto Teniente Daniel Jukic serve está localizado a 7 km de Reconquista, na província argentina de Santa Fé.

## Linhas aéreas e destinos
| Companhias            | Destinos              |
| --------------------- | --------------------- |
| Aerolíneas Argentinas | Buenos Aires, Rosario |